# Paco Ibáñez
Pour les articles homonymes, voir Ibáñez.
Paco Ibáñez, né le 20 novembre 1934 à Valence (Espagne), est un chanteur espagnol, engagé et libertaire.
Frère cadet de l'acteur et scénariste Roger Ibáñez, il a notamment interprété les chansons de Georges Brassens en espagnol, traduites par Pierre Pascal.

## Biographie
Son père Manuel Ibáñez, originaire de Valence, est ébéniste et sympathisant anarchiste. Paco Ibáñez passe sa petite enfance à Barcelone, puis la famille est obligée de fuir vers la France pendant la Guerre d'Espagne en 1937.  la mère fuit avec les enfants de Barcelone vers la France, le père quitte l'Espagne avec les derniers résistants à l'hiver 1939, en passant par le  Camp de concentration d'Argelès-sur-Mercamps et celui de Saint-Cyprien . L'année suivante, Paco fut envoyé dans la ferme de sa mère à Apakintza, dans la commune d'Aduna, à quelques kilomètres de Saint-Sébastien, où il vit jusqu'à l'âge de 14 ans, s'imprégnant de la langue basque,.
La mère Josefa Gorostidi, d'origine basque, et les quatre enfants retournent au Pays basque espagnol, où ils se cachent dans la famille. En 1948, ils passent clandestinement la frontière pour retrouver le père à Perpignan. En 1951, Paco Ibáñez, à qui son père a fait apprendre la musique, « monte » à Paris, il y rencontre la chanteuse Carmela (Carmen Requeta) qu’il va accompagner à la guitare pendant huit ans. En effet, il a commencé en 1952 à étudier la guitare, il assiste aux cours de la Schola Cantorum, qu'il continuera avec le guitariste classique Andrés Segovia. Il participe également à un trio réputé de musique sud-américaine avec Jesús Rafael Soto et Carlos Cáceres Sobrea. Ils sont, de 1954 à 1961, des habitués de l'Escale et du Chat qui pêche, au Quartier latin, à Paris.
En 1958, une amie de Paco Ibáñez et de Pierre Pascal fait écouter à Salvador Dalí une maquette du disque de Paco Ibáñez contenant quelques chansons de Federico García Lorca et Luis de Góngora. Après l'écoute, Dalí demande à voir le « muchacho » qui a enregistré ces chansons. Lorsque les deux artistes font connaissance, ils ont l'idée d'illustrer la pochette avec un dessin réalisé par le peintre. C'est ainsi que Paco Ibáñez entame une étroite relation, non seulement avec le monde de la poésie et de la littérature en général, mais aussi avec les arts plastiques.
En 1964 Ibáñez enregistre son premier disque mais le succès viendra un peu plus tard.
En 1966, il fonde, avec des activistes culturels établis à Paris, La Carraca où l'on présente des spectacles en langue espagnole (représentations théâtrales, expositions de peinture, colloques littéraires, manifestations culturelles et projections cinématographiques) ; le chanteur catalan Joan Manuel Serrat y fait sa première apparition en France. À cette époque, la maison des Ibáñez à Paris est un lieu de passage et d'accueil de nombreux artistes, hommes politiques et intellectuels espagnols qui passent par la capitale française, viennent en exil ou font de simples escapades pour respirer « un air frais ».
En février 1968, Paco Ibáñez donne son premier concert officiel en Espagne, à Manresa, mais il s'est déjà produit plusieurs fois à Cadaqués de façon plus ou moins clandestine grâce à la proximité géographique de la frontière française. À partir de ce moment, son activité s'étend à diverses universités. Il parvient même à chanter Andaluces de Jaén (Andalous de Jaén) du poète Miguel Hernández, à la télévision espagnole (TVE). Juste après, il s'installe à Barcelone où son amitié avec le poète José Agustín Goytisolo se transforme en une intime collaboration.
En mai 1968, dans une émission de la télévision française réalisée en direct par Raoul Sangla, il présente son disque ainsi que le peintre Ortega, auteur des illustrations de la pochette, et chante La poesia es un arma cargada de futuro (La poésie est une arme chargée de futur), de Gabriel Celaya, et Balada del que nunca fue a Granada (Ballade de celui qui ne connut jamais Grenade) de Rafael Alberti.
Le succès vient dans les années 1968–1969. En mai 1969, pour fêter les événements de mai 68, il chante dans la cour de la Sorbonne et devient un symbole de la lutte des étudiants.
En décembre 1969, à l’Olympia, il chante pour la première fois en public La mala reputación, traduction espagnole de La Mauvaise Réputation de Brassens, interdite en Espagne en 1971. Il quitte l'Espagne en 1971, et en 1973, il lui est interdit de chanter dans son pays natal.
En 1990, il retourne en Espagne et vit à Barcelone depuis 1994.
Paco Ibáñez a refusé, à deux reprises, la décoration de Chevalier des Arts et des Lettres proposée par le ministre de la Culture Jack Lang.
En 2004, il milite contre José María Aznar qu’il considère comme un fasciste, et le digne successeur de Franco.
En décembre 2006, Paco Ibáñez et Lucien Gourong, conteur et écrivain de Bretagne, qui se sont liés d'amitié en 1975, organisent une grande soirée à l'Océanis de Ploemeur (Morbihan) en hommage aux républicains espagnols forcés de travailler sous les ordres des Allemands aux fortifications du mur de l'Atlantique et à l'édification des bases de sous-marins, dont celle de Lorient.
Le 6 octobre 2017, il donne un concert dans le grand amphithéâtre de la Sorbonne pour le centenaire de l'Institut hispanique.

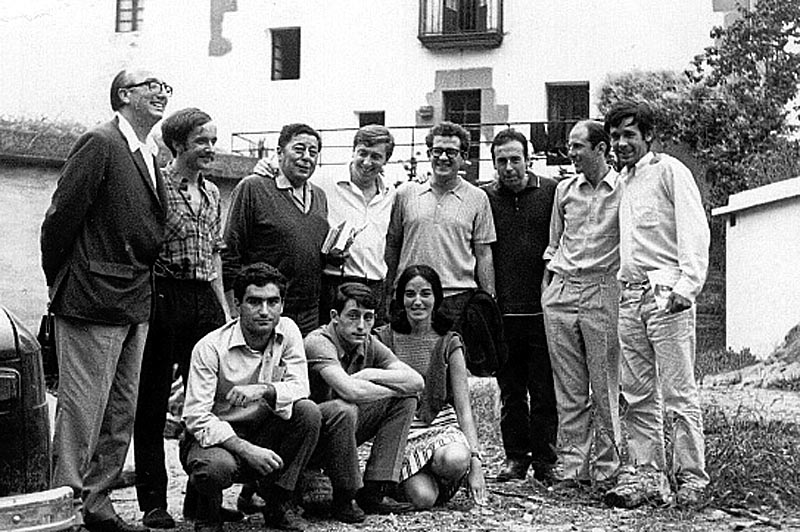
Divers membres du groupe Ez Dok Amairu posant aux côtés du chanteur Atahualpa Yupanqui (3e en partant de gauche) : José Antón Artze (2e par la gauche), Benito Lertxundi (4e), Mikel Laboa (6e), José Ángel Irigarai (7e), Xabier Lete (à genoux, 1er en partant de gauche) et Lourdes Iriondo. Le dernier à droite est Paco Ibáñez.

## Lien avec le Pays basque
Sa mère basque et la période de son enfance passée dans la ferme natale de sa mère ont incité Ibañez à entretenir une relation intense avec des artistes et intellectuels basques tels que Imanol Larzabal, Xabier Lete, Jorge Oteiza et Bernardo Atxaga, et à participer également au mouvement Ez Dok Amairu.
Il a chanté et enregistré en langue basque, comme l'album Oroitzen (1999), un enregistrement réalisé avec Imanol Larzabal.

## Œuvre
Paco Ibáñez n’a jamais écrit les textes de ses chansons mais a mis en musique des textes de grands poètes espagnols ou latino-américains du XXe siècle comme :
- Rafael Alberti (1902 – 1999)
- Gabriel Celaya (1911 – 1991)[1]
- Luis Cernuda (1902 – 1963)
- Federico Garcia Lorca (1898 – 1936)[1]
- Miguel Hernández (1910 – 1942)
- José Agustín Goytisolo (1928 – 1999)[1]
- Nicolás Guillén (1902 – 1989)
- Antonio Machado (1875 – 1939)
- Pablo Neruda (1904 – 1973)[1]
- León Felipe (1884 – 1968)[1]
- Blas de Otero (1916-1979)[1]

et des poètes anciens comme :
- Juan Ruiz (Archiprêtre de Hita, XIVe siècle)
- Luis de Gongora (1561 – 1627)[1]
- Jorge Manrique (1440 – 1479)
- Francisco de Quevedo y Villegas (1580 – 1645)[1]

En 2002, sort un disque composé uniquement de poèmes de José Agustín Goytisolo : Paco Ibáñez canta a José Agustín Goytisolo.
Il a aussi interprété en espagnol les chansons de Brassens traduites par Pierre Pascal. Georges Brassens (1921 – 1981) : Paco Ibáñez canta Brassens

## Discographie
- 1964, Paco Ibáñez Vol. 1 (España de Hoy y de Siempre)
- 1967, Paco Ibáñez Vol. 2 (España de Hoy y de Siempre)
- 1969, Paco Ibáñez Vol. 3 (España de Hoy y de Siempre)
- 1969, Paco Ibáñez en el OLYMPIA (2 CD)
- 1969, The Fantastic Carmela Sings Latin American Folklore with Paco Ibáñez and His Orchestra
- 1977, Paco Ibáñez interprète Pablo Neruda - Cuarteto Cedrón interprète Raúl González Tuñón
- 1978, A Flor de Tiempo
- 1979, Paco Ibáñez chante Brassens (Paco Ibáñez canta Brassens)
- 1990, Por una Canción
- 1992, A galopar (2 CD)[5]
- 1998, Oroitzen
- 2002, Paco Ibáñez chante José A. Goytisolo
- 2003, Fue ayer
- 2008, Paco Ibáñez chante les poètes andalous
- 2012, Paco Ibáñez canta a los poetas latinoamericanos

## Filmographie
- 1986, François Simon : la présence, d'Ana Simon et Louis Mouchet